# Macrojoppa haematodes
Macrojoppa haematodes är en stekelart som beskrevs av Gyöö Viktor Szépligeti 1903. Macrojoppa haematodes ingår i släktet Macrojoppa och familjen brokparasitsteklar. Inga underarter finns listade i Catalogue of Life.